# San Cristóbal de la Polantera
San Cristóbal de la Polantera est une commune d'Espagne dans la province de León, communauté autonome de Castille-et-León. Elle s'étend sur 24,56 km2 et comptait environ 800 habitants en 2015.